# Skála
För andra betydelser, se Skála (olika betydelser).
Skála, innan 2011 Skáli (danska: Skåle) är ett samhälle på Färöarna, beläget i Runavíks kommun på ön Eysturoy. Byn är uppbyggd längs Skálafjørðurs västkust, den längsta fjorden på ögruppen. Vid folkräkningen 2015 bodde här 658 invånare. Skála nämns för första gången i Hundbrevet.
I Skála ligger Färöarnas största skeppsvarv, Skipasmidjan Føroyar, och stora delar av Färöarnas fiskebåtar har byggts här. Idag produceras inte lika många nya båtar, men fabriken fortsätter att underhålla och restaurera äldre båtar. Flertalet utländska båtar, framför allt ryska, repareras också här.

## Historia
Under 1400-talet fanns här en kyrka belägen i á Prestodda, men enligt sägnen skall kyrkan mitt under en pågående gudstjänst blivit utdriven i havet av ett jordskred. Endast en man, som vid tillfället var utanför kyrkan, skall ha klarat sig. En del av kyrkan drev in på land vid byn Strendur, och där uppfördes en ny kyrka.
Dagens kyrka byggdes 1940 och invigdes 19 oktober.

## Befolkningsutveckling
| Befolkningsutvecklingen i Skála 1985–2015 | Befolkningsutvecklingen i Skála 1985–2015 | Befolkningsutvecklingen i Skála 1985–2015 | Befolkningsutvecklingen i Skála 1985–2015 | Befolkningsutvecklingen i Skála 1985–2015 |
| ----------------------------------------- | ----------------------------------------- | ----------------------------------------- | ----------------------------------------- | ----------------------------------------- |
|                                           |                                           |                                           |                                           |                                           |
| År                                        |                                           |                                           | Folkmängd                                 |                                           |
| 1985                                      | 1985                                      |                                           | 629                                       |                                           |
| 1990                                      | 1990                                      |                                           | 624                                       |                                           |
| 1995                                      | 1995                                      |                                           | 534                                       |                                           |
| 2000                                      | 2000                                      |                                           | 561                                       |                                           |
| 2005                                      | 2005                                      |                                           | 616                                       |                                           |
| 2010                                      | 2010                                      |                                           | 649                                       |                                           |
| 2015                                      | 2015                                      |                                           | 658                                       |                                           |
|                                           |                                           |                                           |                                           |                                           |

## Namnändring
Samhällets officiella namn var till år 2011 Skáli, men ändrades av Staðarnavnanevndin (Ortnamnsnämnden) till Skála efter att befolkningen önskat detta, och att de kallat orten för Skála i många år. Namnet böjs som Skáli i nominativ och Skála i tre andra kasus. Man säger att man åker till Skála och kommer från Skála och något ligger i Skála. Namnet ändrades samtidigt som fem andra färöiska orters samma år.